# Amtsgericht Ronneburg
Das Amtsgericht Ronneburg war ein von 1879 bis 1949 bestehendes Amtsgericht der ordentlichen Gerichtsbarkeit mit Sitz in der thüringischen Stadt Ronneburg.

## Geschichte
Anlässlich der Einführung des Gerichtsverfassungsgesetzes am 1. Oktober 1879 kam es im Herzogtum Sachsen-Altenburg zur Errichtung eines Amtsgerichtes in der Stadt Ronneburg, dessen Gerichtssprengel aus dem Bezirk des vorherigen Gerichtsamtes Ronneburg gebildet wurde und daher die damaligen Gemeinden Baldenhain, Beerwalde, Beiersdorf, Bethenhausen altenburgischen Anteils, Braunichswalde, Dorna altenb. Anteils, Drosen, Falkenau, Frankenau, Friedrichshaide, Gauern, Gessen, Grobsdorf altenb. Anteils, Großenstein, Großpillingsdorf, Großstechau, Hain, Haselbach, Heukewalde, Hilbersdorf altenb. Anteils, Hirschfeld altenb. Anteils, Ingramsdorf, Jonaswalde, Kauern, Kleinpillingsdorf, Kleinstechau (mit Tannenfeld), Korbußen, Lengefeld altenb. Anteils, Linda, Löbichau, Mannichswalde, Mennsdorf, Mückern, Naulitz, Nischwitz, Nöbdenitz, Paitzdorf, Pölzig (mit Wüstenroda), Pöppeln, Poris, Posterstein, Raitzhain, Raudenitz, Reichstädt (mit Thal), Reust, Ronneburg, Röpsen, Roschütz altenb. Anteils, Rückersdorf altenb. Anteils, Rußdorf altenb. Anteils, Sachsenroda, Schmirchau, Stolzenberg, Unterau, Vogelgesang und Wachholderbaum umfasste.
Nachdem 1920 Sachsen-Altenburg in Thüringen aufgegangen war, kam es am 1. Oktober 1923 zu einer landesweiten Neuordnung der Gerichtssprengel. So wurden die ehemals altenburgischen Anteile an Bethenhausen, Dorna, Hirschfeld und Roschütz sowie die Orte Hain, Röpsen, und Wachholderbaum an das ehedem reußische Amtsgericht Gera abgetreten, während gleichzeitig die vormals reußischen Gemeinden Lichtenberg, Lohma und Pohlen neu hinzukamen.
Im Jahre 1928 wurde der Amtsgerichtsbezirk Ronneburg aufgrund eines Gebietsaustausches des Landes Thüringen mit dem Freistaat Sachsen um die ehemals sächsischen Anteile an Grobsdorf, Hilbersdorf, Lengefeld und Rückersdorf sowie um den Ort Loitzsch erweitert, dagegen wurde am 1. Januar 1929 die Gemeinde Poris (mit Lengefeld) dem Amtsgericht Gera zugeteilt. Mit Wirkung vom 1. Januar 1947 konnte noch die zuvor dem Amtsgerichtsbezirk Schmölln angehörende Gemeinde Vollmershain eingegliedert werden.
Übergeordnete Instanz war bis zum 1. September 1949 das Landgericht Altenburg, danach noch einen Monat lang das Landgericht Gera.
Mit dem 1. Oktober 1949 wurde das Amtsgericht Ronneburg aufgehoben und dessen gesamter Bezirk dem Amtsgericht Gera zugewiesen.